# 히이라기 마그네타이트
히이라기 마그네타이트(일본어: 柊マグネタイト)는 일본의 보컬로이드 프로듀서(보카로P)이다. 니코니코 동화와 유튜브에서 보컬로이드 곡을 투고하고 있다.

## 수상
- 2025년 상반기 테토리스 니코니코 보컬로이드 송 톱 20 1위[1]